# Hakenterrasse
El Hakenterrasse o Dique de Boleslao I el Bravo (en polaco: Wały Chrobrego) es un conjunto arquitectónico monumental de 500 metros de largo, situado en la ciudad polaca de Szczecin. Fue construido entre 1902 y 1913 a instancias de Hermann Haken, el alcalde alemán de Szczecin a principios del siglo XX. A lo largo de su historia, el Hakenterrasse (rebautizado como Dique de Boleslao I el Bravo en 1945) y los edificios colindantes han albergado diversas instituciones gubernamentales, culturales y educativas. En 1996, fue clasificado oficialmente como monumento regional de la Pomerania Occidental polaca.

## Historia y descripción
Este monumento es obra del arquitecto Wilhelm Meyer-Schwartau, concejal de Urbanismo de Szczecin –Stettin en alemán– a principios del siglo XX: las labores de construcción comenzaron en 1902 y finalizaron en 1913. El conjunto arquitectónico del Hakenterrasse toma su nombre de Hermann Haken, el alcalde alemán de Stettin por aquellas fechas, que fue el principal impulsor de la construcción del monumento. En cuanto a su ubicación, el Hakenterrasse se alza en la orilla occidental del río Óder, en el antiguo emplazamiento del Fuerte Leopold –demolido después de 1873–; el conjunto posee una longitud de 500 metros, así como una altura de 19 metros sobre el nivel del Óder. A los pies del monumento hay un embarcadero, frecuentado por los cruceros turísticos que surcan el Óder.
Para la construcción de los muros del Hakenterrasse se emplearon exclusivamente sillares de piedra arenisca. Al fondo de la plataforma central inferior se despliega una gran fuente de agua, decorada con diversos elementos tallados en los muros: el nombre en alemán del monumento (Hakenterrasse), la fecha de su primera fase de construcción (1902-1907) y el blasón de la Pomerania prusiana, junto con diversas esculturas. De la plataforma inferior parten las escalinatas laterales, flanqueadas a izquierda y derecha por dos farolas en forma de faros estilizados; sendos pabellones de grandes dimensiones rematan el conjunto por ambos laterales. A media altura, las escalinatas laterales desembocan en una plazoleta semicircular con la escultura de Hércules luchando con Neso, esta última elaborada en 1913 por Karl Ludwig Manzel. Desde la citada plazoleta se accede a la plataforma superior, mediante una escalinata exterior que preside el conjunto monumental.

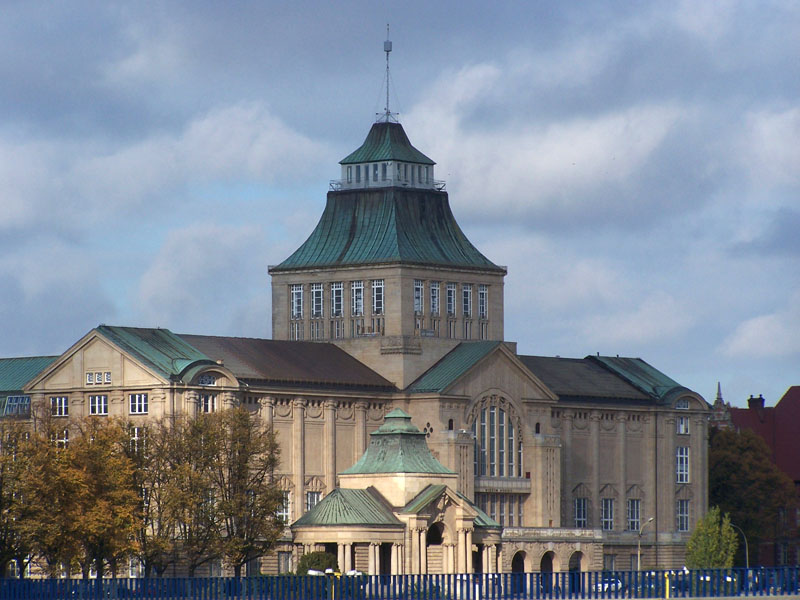
El edificio del Museo Marítimo Nacional de Polonia.

En el centro de la plataforma superior se levanta el otrora Museo Municipal de Stettin, edificio que a fecha de 2021 acogía el Museo Marítimo Nacional de Polonia. Al norte de dicho museo y cerca del mismo se encuentra el antiguo edificio administrativo central del gobierno regional alemán de Stettin, construido por Paul Lehmgrübner entre 1906 y 1911 conforme a los planos de Paul Kieschkes. A fecha de 2021, este edificio alojaba la sede administrativa del voivodato de Pomerania Occidental. Al sur de las anteriores estructuras están las antiguas sedes de la Hacienda Regional de Pomerania (construida entre 1914 y 1921 por Karl Hinckeldeyn y Heinrich Osterwold) y de la Oficina Regional de Pensiones de Pomerania (erigida por Emil Drews entre 1902 y 1905), cuyos edificios albergaban la Escuela de Navegantes de Szczecin a fecha de 2021.
El 12 de junio de 1938, Adolf Hitler visitó el Hakenterrasse en el marco de su viaje a Stettin, por aquel entonces capital de la Pomerania alemana. Durante la Segunda Guerra Mundial, el monumento no sufrió desperfectos de gran envergadura. En 1945, tras la cesión de Stettin a Polonia, las autoridades polacas rebautizaron el conjunto arquitectónico del Hakenterrasse como Dique de Boleslao I el Bravo (polaco: Wały Chrobrego), en homenaje al soberano medieval de Polonia del mismo nombre. Esta decisión se encuadró en la política de «polonización» de Stettin –Szczecin en polaco– tras la Segunda Guerra Mundial, después de los siglos de dominio alemán que finalizaron con la demarcación de la Línea Óder-Neisse en 1945. Por estas fechas se instaló también un restaurante en el pabellón norte, al que se sumaron otros dos restaurantes en sendas estructuras de madera, localizadas en ambos extremos del bulevar ajardinado que atraviesa la plataforma superior.
En 1989 se efectuó una limpieza general de las fachadas del Museo Marítimo y de los edificios del voivodato, así como de las farolas del monumento. Paralelamente, se procedió a restaurar las placas conmemorativas dedicadas a Hermann Haken. Ya en 1996, las autoridades polacas inscribieron al Dique de Boleslao I el Bravo en la Lista de Monumentos Conmemorativos del Voivodato de Pomerania Occidental.